# Hãng phim Nguyễn Đình Chiểu
Công ty trách nhiệm hữu hạn Một thành viên phim Nguyễn Đình Chiểu tiền thân là Hãng phim Nguyễn Đình Chiểu được sáng lập sau năm 1975, tận dụng các cơ sở hạ tầng, thiết bị, nhân lực của các hãng phim tư nhân của chế độ cũ như Hãng phim Mỹ Vân hay Alpha. Hãng có hai xưởng sản xuất phim truyện và phim tư liệu. Là hãng phim truyện và tài liệu duy nhất tại Việt Nam không trực thuộc bộ và Chính phủ mà thuộc sự quản lý của một thành phố.

## Lịch sử
Năm 1975, sau sự kiện 30 tháng 4, cơ sở vật chất và hạ tầng của một số hãng phim tại Sài Gòn được tiếp quản bởi chế độ mới. Ngay trong năm 1975, Sở Văn hóa thành phố Hồ Chí Minh đã thành lập xưởng phim thành phố. Đến năm 1977, Xưởng phim Nguyễn Đình Chiểu được thành lập dựa trên mô hình công tư hợp doanh giữa Điện ảnh quốc doanh thành phố Hồ Chí Minh và hãng phim Alpha của đạo diễn kiêm nhà sản xuất Thái Thúc Nha. Chỉ 1 năm sau, xưởng phim đã cho ra đời bộ phim đầu tiên, phim cải lương Làm lại cuộc đời của đạo diễn Ngọc Hiến và Hoàng Lê. Năm 1979, bộ phim truyện Làng ven được đưa vào sản xuất với Nguyễn Ngọc Hiến làm đạo diễn, Minh Khoa và Vũ Ngọc biên kịch, Trần Đình Mưu quay phim, Võ Thanh Liêm thiết kế mỹ thuật và Hoàng Hiệp sáng tác nhạc. Đây là bộ phim truyện đầu tiên của Xưởng phim Nguyễn Đình Chiểu.
Vào thập niên 1980, hãng phim Nguyễn Đình Chiểu phát triển mạnh với sự góp mặt của nhiều đạo diễn tiếng tăm như Lê Mộng Hoàng, Nguyễn Văn Thông, Nguyễn Ngọc Hiến, diễn viên Thế Anh, Thụy Vân… Giai đoạn này, hãng phim thực hiện hàng loạt bộ phim truyện và tài liệu tạo được tiếng vang. Thập niên 1990, theo xu thế, hãng kết hợp với các nhà sản xuất phim tư nhân như Chánh Tín, Lý Huỳnh làm phim thị trường. Số lượng phim hằng năm của hãng phim không nhiều. Trước năm 1995, số phim tài liệu chiếm tỷ lệ khá cao so với phim video. Có một số phim tài liệu của hãng được đánh giá khá tốt như: Chuyện mới ở Thủ Đức, Những con mắt của biển, Món quà tội ác, Diện mạo Sài Gòn 1911, Miền Nam với Điện Biên,... Từ sau năm 1995, hầu hết các phim tài liệu và khoa học được làm băng hình video.
Đầu thập niên 2000, Sở Văn hóa Thể thao thành phố Hồ Chí Minh lập kế hoạch phát triển điện ảnh của thành phố, trong đó xây dựng Hãng phim Nguyễn Đình Chiểu thành một trung tâm lớn về cơ sở vật chất và kỹ thuật hậu kỳ cho toàn khu vực. Tháng 12 năm 2005, hãng phim được chuyển về làm công ty thành viên thuộc Tổng công ty Văn hóa Sài Gòn và bắt đầu có kế hoạch cổ phần hóa từ 2009. Năm 2012, UBND TP.HCM đã yêu cầu công ty TNHH một thành viên phim Nguyễn Đình Chiểu giữ vững thương hiệu hãng phim Nguyễn Đình Chiểu về phim tài liệu chính trị, lịch sử, văn hóa, khoa học, thiếu nhi. Đến năm 2019, hãng hầu như không đủ kinh phí hoạt động vì không thể cạnh tranh với các Đài truyền hình hay các hãng phim mới, và họ chỉ tập trung sản xuất phim tài liệu, cơ sở xuống cấp. Nguồn thu giúp duy trì hãng là sản xuất chương trình “Văn hóa Thành phố Hồ Chí Minh” được hơn 20 năm, kinh phí mỗi năm từ 1,8 đến 2,5 tỉ VNĐ, chương trình phát sóng trên HTV9. Năm 2022, hãng không được giao làm chương trình này, dù chưa ký lại hợp đồng nhưng hãng phim vẫn tiếp tục sản xuất 43 số chương trình với tổng kinh phí 2,3 tỉ VNĐ, đến tháng 4 năm 2023 khoản tiền này vẫn chưa được quyết toán. Nếu không được giao sản xuất tiếp chương trình này, hãng sẽ thua lỗ thêm 1,7 tỉ mỗi năm.
Tháng 4 năm 2023, Hãng phim Nguyễn Đình Chiểu bị nộp đơn xin giải thể vì nợ phải trả là 7,745 tỷ đồng, lớn hơn tổng tài sản là 5,561 tỷ đồng. Năm 2002, nhân sự của hãng có 80 người, đến 2023 chỉ còn lại 20 người.

## Nhân sự tiêu biểu
- Lê Mộng Hoàng
- Nguyễn Văn Thông
- Dương Ngọc Chúc (Lê Văn Duy)
- Nguyễn Ngọc Hiến
- Đặng Phúc Yên
- Thế Anh
- Thụy Vân

## Tác phẩm tiêu biểu
- Điện ảnh: Cơn lốc đen, Người học trò đất Gia Định xưa, Trái đắng, Tiếng gọi lúc mờ sáng...
- Video: Ngọn cỏ gió đùa, Ngôi nhà oan khốc, Chiếc mặt nạ da người...
- Dài tập:
- Tài liệu: Hồ Chí Minh- cội nguồn cảm hứng sáng tạo,
- Hoạt hình: